# Балашово (Херсонская область)
Балашо́во (укр. Балашове) — село в Ивановской поселковой общине Генического района Херсонской области Украины.
Население по переписи 2001 года составляло 540 человек. Почтовый индекс — 75424. Телефонный код — 5531. Код КОАТУУ — 6522980501.

## Местный совет
75424, Херсонская обл., Ивановский р-н, с. Балашово